# Этапль
Этапль (фр. Étaples, пикард. Étape, нидерл. Stapel) — коммуна во Франции, регион О-де-Франс, департамент Па-де-Кале, округ Монтрёй-сюр-Мер, кантон Этапль. Расположена в 87 км к западу от Арраса и в 59 км к югу от Кале, в 3 км от автомагистрали А16 «Европейская», в месте впадения реки Канш в пролив Ла-Манш. В центре коммуны находится железнодорожная станция Этапль-Ла-Туке линии Лонго-Булонь.
Население (2018) — 10 926 человек.

## История
Этапль получил своё название от староголландского слова «stapal», что означало «главный порт». Порт Этапль действительно был частью административного и экономического комплекса с центром в Монтрёй и являлся его морскими воротами после того, как море отступило на запад.
В античные времена Этапль был одним из портов, в которых располагался римский флот при подготовке к завоеванию Британии. В IX веке побережье было объектом частых набегов норманнов, которые основали здесь своё поселение. Для них Этапль был идеальной морской базой, укрытой окружающими топями и болотами, откуда можно было совершать набеги на внутренние области, собирать трофеи и отвозить их домой.
В 1172 году граф Булони Матье Эльзасский построил форт на месте старого римского поселения. В 1193 году король Филипп II Август сделал его главной базой своего северного флота, поскольку переход южной части Булони к Франции открыл ей доступ к морю.
Этапль неоднократно подвергался разорению во время Столетней войны. В первый раз его сжег в 1346 году Эдуард III, возвращавшийся с Битвы при Креси. За последующие двести лет город ещё четыре раза подвергался разорению и сжигался. В довершение всего, в 1596 году по нему прошлась эпидемия чумы.
3 ноября 1492 года короли Франции Карл VIII и Англии Генрих VII подписали здесь Этапльский мир, положивший конец многолетней войне.
К середине XIX века Этапль был заштатным городком без всякой перспективы. Положение изменило строительство железной дороги Амьен—Булонь, прошедшей через город. Установление железнодорожного сообщения придало новый импульс торговым отношениям, и город получил дополнительное развитие как рыболовецкий порт. Протяженные дюны также стали привлекать сюда любителей морского отдыха, хотя Этапль все же остался в первую очередь промышленной базой, а туристическим центром стал Ле-Туке-Пари-Плаж, построенный на противоположном берегу реки Канш.

## Достопримечательности
- Музей мореплавания
- Археологический музей
- Военное кладбище

## Экономика
Структура занятости населения:
- сельское хозяйство — 2,4 %
- промышленность — 25,1 %
- строительство - 5,8 %
- торговля, транспорт и сфера услуг — 36,0 %
- государственные и муниципальные службы — 30,7 %

Уровень безработицы (2017) — 19,7 % (Франция в целом — 13,4 %, департамент Па-де-Кале — 17,2 %). 

Среднегодовой доход на 1 человека, евро (2018) — 17 440 (Франция в целом — 21 730, департамент Па-де-Кале — 19 200).

## Демография
Динамика численности населения, чел.

## Администрация
Пост мэра Этапля с 2014 года занимает член партии Союз демократов и независимых Филипп Фе (Philippe Fait), член Совета департамента Па-де-Кале от кантона Этапль. На муниципальных выборах 2020 года возглавляемый им центристский блок победил в 1-м туре, получив 67,85 % голосов.
| Период | Период | Фамилия           | Партия                                                          | Примечания                                            |
| ------ | ------ | ----------------- | --------------------------------------------------------------- | ----------------------------------------------------- |
| 1968   | 1981   | Жан Биго          | Народно-республиканское движение Союз за французскую демократию | краснодеревщик, член Генерального совета департамента |
| 1981   | 1981   | Мари-Мадлен Гофни |                                                                 |                                                       |
| 1981   | 1989   | Жан-Пьер Ламур    |                                                                 |                                                       |
| 1989   | 2008   | Марсель Гервиль   | Социалистическая партия                                         | профессор математики                                  |
| 2008   | 2014   | Жан-Клод Баё      | Разные левые                                                    |                                                       |
| 2014   |        | Филипп Фе         | Разные правые Союз демократов и независимых                     | учитель, член Совета департамента                     |

## Города-побратимы
- Фолкстон, Великобритания
- Хюккесваген, Германия

## Знаменитые уроженцы
- Якоб Фабер (ок. 1460—1536), французский гуманист, теолог, философ, теоретик музыки, математик. Наиболее известен как переводчик на французский язык Нового завета и Псалтири.

## Галерея
- Порт Этапля
- Музей мореплавания

1. 1 2  база данных о французских коммунах — Национальный географический институт Франции, 2015.